# Myrosmodes paludosa
Myrosmodes paludosa là một loài thực vật có hoa trong họ Lan. Loài này được (Rchb.f.) P.Ortiz mô tả khoa học đầu tiên năm 1995.